# Thomas Andrew Knight
Thomas Andrew Knight, angleški botanik, * 12. avgust 1759, Wormsley Grange, Herefordshire, Anglija, † 11. maj 1838, London.
Knight je bil eden vodilnih hortikulturistov svojega časa, ki je na svojem posestvu opravljal poskuse s križanjem sort graha, ohrovta, jagodnjaka in drugih kulturnih rastlin; v ta namen je zgradil obsežen rastlinjak. Raziskoval je tudi na področju fiziologije rastlin.